# جيتس

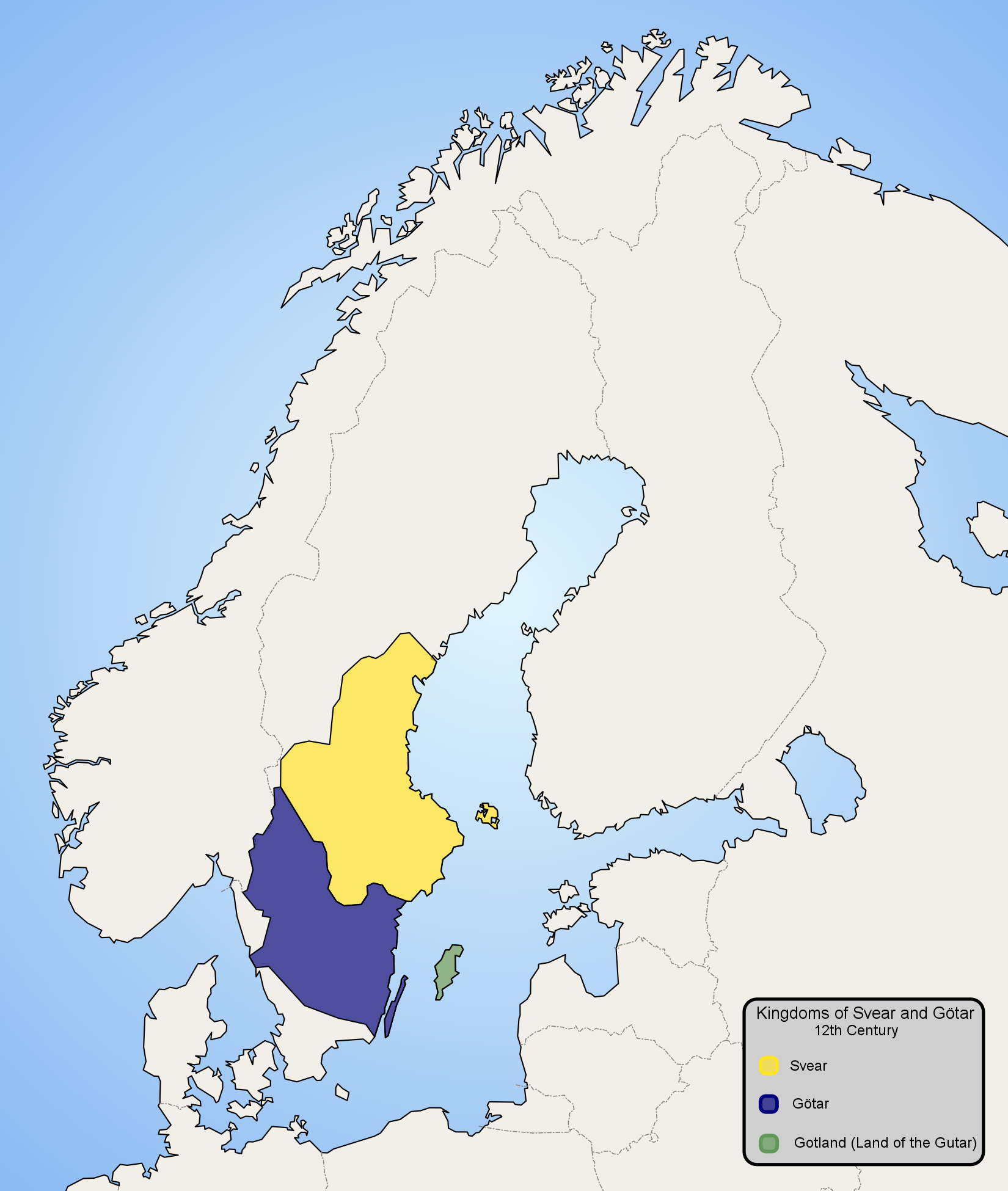
السويد في القرن الثاني عشر قبل دمج فنلندا خلال القرن الثالث عشر
جيتس
السويديون
جوتس

الجيتس (/ɡiːts, ˈɡeɪəts, jæts/ ؛ (بالإنجليزية القديمة: gēatas)‏؛ (بالإسكندنافية القديمة: gautar)‏؛ (بالسويدية: götar)‏ ‎[ˈjøːtar]‏)، في بعض الأحيان تسمى الجوث، كانت قبيلة جرمانية شمالية سكنت غوتالاند ("أراضي الجيتس") في جنوب السويد الحديث خلال العصور الوسطى. الجيتس واح من أسلاف السويديين، جنباً إلى جنب مع قبيلة السويديس وجوتس. يعيش اسم جيتس أيضًا في المقاطعات السويدية فستريوتلاند وأوسترغوتلاند، الأراضي الغربية والشرقية من جيتس.